# Verbascum phlomoides
Verbascum phlomoides, comúnmente llamado  gordolobo anaranjado, o gordolobo bastardo, es una de las especies de la familia Scrophulariaceae natural de Europa central y meridional y de África, cuyo hábitat son los terrenos pedregosos.

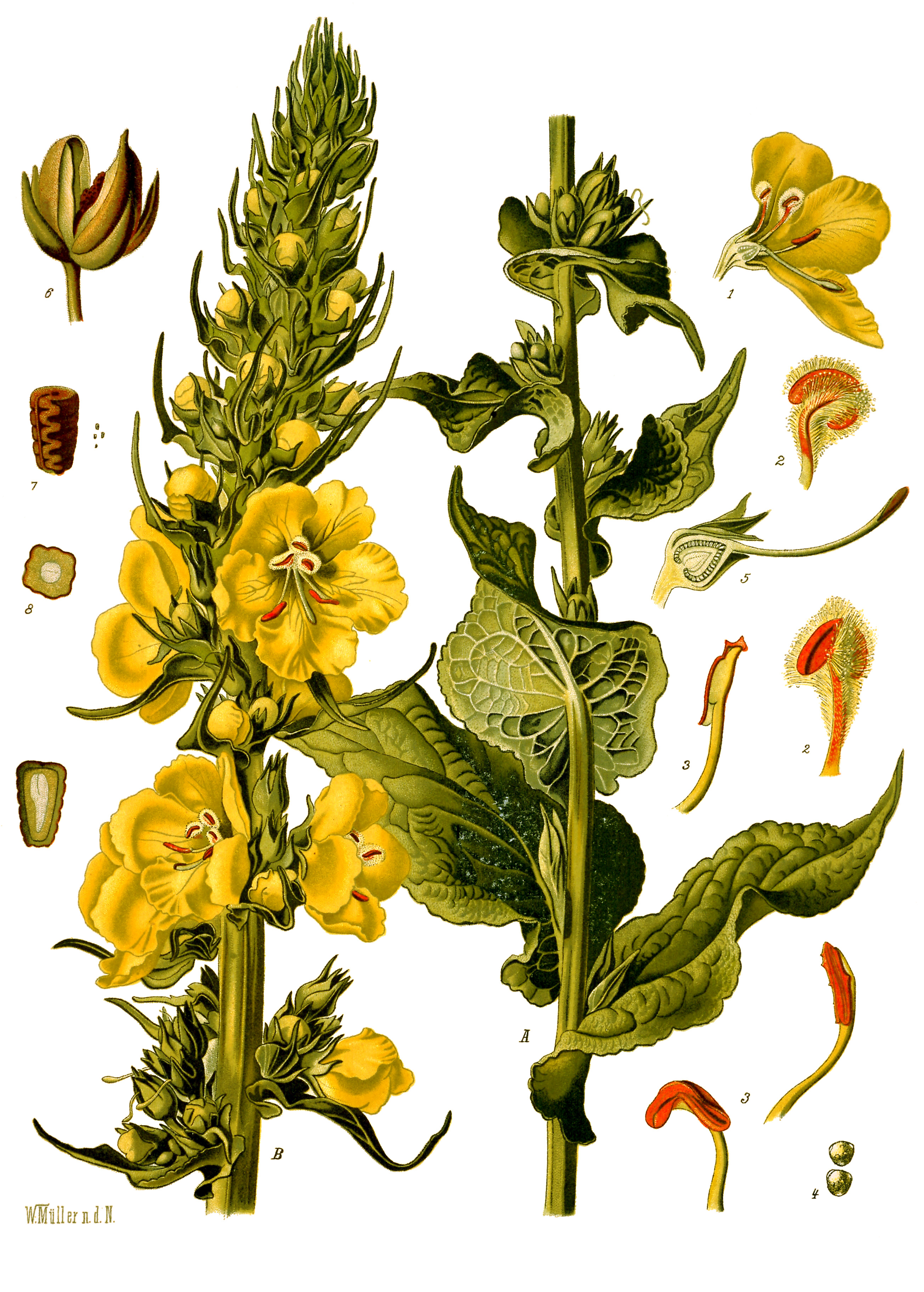
Ilustración

## Características
Planta bienal cubierta de vellosidad con tallo erecto que alcanza 60-120 cm de altura. 
Las hojas son pecioladas. Flores anaranjadas de 5 cm de diámetro que se agrupan en densos racimos terminales.

## Propiedades
- Las flores contienen colorantes amarillos que se utilizan para enrubiar el cabello.
- Contiene mucílagos y saponinas y es expectorante y calmante.
- Es usado para el tratamiento de las tenias.

## Taxonomía
Verbascum phlomoides fue descrita por Carlos Linneo y publicado en Species Plantarum 2: 1194. 1753.
Etimología
Verbascum: nombre genérico que deriva del vocablo latino Barbascum (barba), refiriéndose a la vellosidad que cubre la planta.
phlomoides: epíteto
Variedades
- Verbascum phlomoides var. thapsiforme   (Schrad.) P.Fourn.   [1937]
- Verbascum phlomoides proles nemorosum (Schrad.) Rouy [1909]
- Verbascum phlomoides subsp. australe (Schrad.) Nyman [1881]
- Verbascum phlomoides subsp. australe Bonnier & Layens
- Verbascum phlomoides subsp. thapsiforme (Schrad.) Celak. [1871]
- Verbascum phlomoides subsp. thapsiforme Rouy [1909]
- Verbascum phlomoides var. condensatum (Schrad.) Rouy [1909]
- Verbascum phlomoides var. cuspidatum (Schrad.) Wirtg. [1857]
- Verbascum phlomoides var. gymnostemon Franch. [1868]
- Verbascum phlomoides var. macranthum [1909]
- Verbascum phlomoides var. semidecurrens Mert. & W.D.J.Koch
- (enlace roto disponible en Internet Archive; véase el historial, la primera versión y la última).